# L'uomo nel labirinto
L'uomo nel labirinto o La città-labirinto (titolo originale The Man in the Maze) è un romanzo di fantascienza scritto da Robert Silverberg e pubblicato nel 1968, esplicitamente ispirato al mito greco di Filottete e alla tragedia di Sofocle basata su di esso.
Appartiene al periodo di maggior vena creativa dell'autore, dalla seconda metà degli anni sessanta alla prima metà degli anni settanta, caratterizzato da opere come Ali della notte (1969) e Morire dentro (1972).

## Ambientazione
Nello scenario futuro del romanzo, grazie alla propulsione a distorsione iperspaziale l'umanità ha potuto viaggiare in altri sistemi solari della propria galassia. Nel corso di due secoli di esplorazione, sono stati scoperti moltissimi pianeti potenzialmente abitabili, simili alla Terra, però non sono state incontrate altre specie intelligenti, solo le tracce del fatto che siano esistite in passato ma si siano estinte da decine di migliaia o milioni di anni.

### Beta Hydri IV
Finalmente su Beta Hydri IV, sotto una perenne coltre di nubi planetaria, viene scoperta la prima specie aliena intelligente ancora vivente. 
Per dieci anni il pianeta viene tenuto in quarantena, si preferisce non entrare in contatto con gli hydrani, che hanno raggiunto uno stadio di evoluzione tecnologica paragonabile a quello della Terra del XX secolo, almeno finché non intraprenderanno viaggi spaziali. 
Ma questa scelta prudente viene meno quando si scopre una specie intelligente in un'altra galassia, ad un livello evolutivo superiore a quello umano, e si rende necessario stabilire dei rapporti o addirittura un'alleanza difensiva con i "vicini" hydrani, in prospettiva del prossimo contatto con gli extra-galattici.
Per il primo contatto viene designato l'esperto esploratore e diplomatico Richard Muller, che scende su Beta Hydri IV e trascorre un anno fra quegli esseri dai molti e lunghi arti, simili a ragni, probabilmente telepatici, senza riuscire a fare alcun progresso nella comunicazione con loro. Quando lascia il pianeta, non è consapevole che gli alieni hanno agito sulla sua mente, a sua insaputa.

### Lemnos
Lemnos è un pianeta di tipo terrestre, il più interno di un sistema solare di una vecchia stella nana di tipo M, a 90 anni luce dalla Terra. È dotato di tre lune, chiamate come le Moire della mitologia greca, Cloto, Lachesi e Atropo.
Ha un giorno di 30 ore terrestri e un anno di 20 mesi terrestri. La sua atmosfera è respirabile per l'uomo.
È un pianeta desolato, abbandonato da almeno un milione di anni dalla razza aliena che l'ha abitato e che ha lasciato la più impressionante vestigia di una specie aliena estinta finora trovata nella propria esplorazione dai terrestri, il Labirinto.
Il Labirinto è strutturato in anelli concentrici, separati da mura in terrapieno alte 5 metri. La sua circonferenza esterna è di quasi 100 km, quella della parte interna di circa 20–30 km. Circondato da un campo di forza difensivo, è composto da otto zone distinte, differenti per stile architettonico e pericolosità: nelle più esterne le trappole mortali abbondano, ma neanche le altre sono del tutto innocue. Vi è una sola entrata sicura per ogni zona, tutte le altre sono false e portano alla morte.
Pur disabitato da un milione di anni, è in gran parte intatto, non usurato dal tempo. Meccanismi vecchi di millenni (trappole, acquedotto, macchinari di manutenzione) funzionano ancora alla perfezione. Al suo interno vivono almeno venti specie di mammiferi di tutte le dimensioni.
Non presenta alcun indizio sui costruttori né sul motivo per cui una simile struttura sia stata costruita, se per difendersi da un attacco nemico, o per pura paranoia, senza un effettivo nemico esterno.
Malgrado i pericoli mortali che contiene, esercita un fascino irresistibile sugli archeologi, non solo terrestri: al suo interno vi sono infatti i resti di esploratori di molte specie aliene. Richard Muller è il primo a riuscire a raggiungerne il centro.

### Altri luoghi
Nel corso del romanzo vengono citati diversi altri pianeti:
- Marduk, quarto pianeta del sistema Tau Ceti, a 12 anni luce dalla Terra, progettato come mondo di piacere e svago per i minatori che lavorano sugli altri mondi del sistema; è un mondo senza stagioni, una copia della Terra nei suoi aspetti naturali migliori.
- Delta Pavonis VI (Loki per i suoi abitanti), a 20 anni luce dalla Terra, è rimasto isolato dal pianeta d'origine per 50 anni, sviluppando propri usi e tradizioni peculiari, fra cui la pratica dell'obesità artificiale.
- 82 Eridani, Rigel XXII, Alpha Centauri IV.

## Personaggi
- Richard "Dick" Muller, diplomatico, esploratore, soldato, pioniere. Viaggiatore instancabile, a 25 anni lascia la Terra e prima dei quaranta ha già visitato un centinaio di mondi, diventando famoso. Cinquantenne, ha ormai l'autorevolezza di uno statista, pur non ricoprendo alcun incarico politico o amministrativo ufficiale. A 53 anni viene scelto come rappresentante della Terra per il primo contatto diretto con una specie aliena, su Beta Hydri IV. Trascorre un anno tra gli hydriani, senza ottenere visibili risultati. Tornato sulla Terra scopre di essere un eroe ma anche una sorta di lebbroso: è stato irrimediabilmente cambiato dagli alieni, segnato da un male che rende la sua presenza insopportabile per gli altri. Dopo pochi mesi, resosi conto che nessuno è capace di resistere a lungo vicino a lui e non avendo alcun desiderio di infliggere inutile sofferenza ad altre persone, rifiuta la scelta più facile, la morte, per quella più difficile, l'isolamento: lascia la Terra e si esilia volontariamente sul pianeta disabitato di Lemnos, dove si aspetta di vivere una sessantina d'anni in solitudine, prima di una morte tranquilla.
- Charles Boardman, di una generazione più vecchio di Muller, lavora come lui al servizio della società umana, senza avere una carica ufficiale. Astuto, manipolatore, dedito al benessere dell'umanità, zelante ma pericolosamente privo di scrupoli. È l'immagine stessa dell'autorità, lo stereotipo dell'"eminenza grigia". Fin da giovane ha simulato l'invecchiamento per guadagnarne in credibilità e rispetto: ora ottantenne, fin da quando aveva 40 anni ne ha dimostrati 55. In futuro prevede di assumere un aspetto più vicino alla propria età reale, per acquisire anche esteticamente l'autorevolezza del vecchio saggio.
- Ned Rawlins, 23 anni, alto, biondo, occhi azzurri, è l'immagine della bellezza e dell'ingenuità giovanile. Il padre, amico intimo di Muller, è prematuramente scomparso (morto per un incidente a poco più di cinquant'anni in una società in cui è possibile arriva a centosessanta). Viene scelto da Boardman per accompagnarlo su Lemnos: si tratta della sua prima missione diplomatica.

## Trama
Sono passati ormai nove anni da quando il diplomatico ed esploratore Richard Muller ha abbandonato la Terra, dopo l'esito traumatico della sua storica missione di primo contatto su Beta Hydri IV, e si è autoesiliato sul pianeta disabitato di Lemnos dove un innato istinto di conservazione, la fortuna, la rassegnazione e un desiderio di morte gli hanno permesso di conquistare per primo il mortale Labirinto, trovando in esso il rifugio perfetto, inaccessibile.
Il suo isolamento assoluto viene interrotto dall'arrivo di un'astronave terrestre che, a sua insaputa, sta cercando proprio lui. Charles Boardman, maturo diplomatico, che conosce Muller da trent'anni ed è responsabile, più o meno direttamente, sia della missione su Beta Hydri IV che dell'esilio su Lemnos, ha un disperato bisogno di Muller perché proprio quella condizione che lo rende inadatto alla vita in mezzo agli altri ora potrebbe essere l'unica salvezza per l'intera umanità, posta di fronte ad una minaccia senza precedenti. Sa però che lui non ha nessuna intenzione di collaborare ed aiutare la Terra, non c'è modo di costringerlo ad uscire dal labirinto di sua spontanea volontà e la sua vita è troppo preziosa per metterla a rischio con un approccio offensivo. Per questo ha portato con sé il giovane ed innocente Ned Rawlins, di cui si vuole servire per arrivare a Muller con l'inganno.
Per riuscire a sconfiggere il labirinto, la spedizione ne affronta gli ostacoli in un modo sistematico mai utilizzato prima, servendosi di droni meccanici sacrificabili. Ci vogliono però nove giorni e un centinaio di droni distrutti per raggiungere il centro, ma il labirinto esige anche un tributo di sangue, cinque uomini morti. Muller sceglie di non fare nulla per impedire agli intrusi di raggiungerlo, per un desiderio inconfessato di spezzare il proprio totale isolamento.
Quando Ned incontra finalmente Muller, finge di appartenere ad una missione archeologica e di essere totalmente sorpreso dalla presenza dell'uomo nel Labirinto. Come pianificato da Boardman, grazie alla sua apparenza aperta ed innocente, conquista gradualmente la fiducia dell'instabile e paranoico Muller, che alterna momenti di gelido rifiuto ad altri di timida apertura nei suoi confronti.
Il giovane è il primo ad esporsi in modo così continuo e ravvicinato al "male" che affligge Muller: è un flusso interiore disordinato e incontrollabile di emozioni negative (disperazione, rimpianto, dolore, odio, angoscia, paura, gelosia, amarezza, disgusto, disprezzo, ira, impotenza, sgomento, solitudine), che a distanza ravvicinata travolge chi ne viene investito, causando autentica sofferenza ed un profondo stato di depressione, mentre più lontano causa solo un generico malessere.
Ned comprende che quell'irresistibile emanazione dell'anima non appartiene a Muller in quanto individuo, ma alla sua essenza di essere umano: è «un urlo silenzioso di collera cosmica», è la consapevolezza del senso negativo dell'esistenza. Forse tutti gli umani emettono lo stesso messaggio, come radiofari che trasmettono ma, fortunatamente, sono incapaci di ricevere. Si tratta di una sorta di rumore di fondo che gli uomini non dovrebbero essere in grado di sentire.
Muller ha avuto molto tempo per riflettere sulla propria situazione e giungere alle stesse conclusioni, cogliendone però gli aspetti radicalmente peggiori. 
Quell'insopportabile "fetore mentale" è l'odore della natura umana: il semplice esistere infligge tali ferite non rimarginabili nell'animo di ognuno che, se fossimo capaci di percepirne la puzza emanata, non potremmo sopportarci a vicenda e la società umana non potrebbe nemmeno esistere.
L'intervento degli hydrani (forse non maligno, ma volto a guarirlo dall'incapacità di condividere le emozioni) ha reso Muller l'essere umano per eccellenza, l'unico che non possa nascondere la propria umanità, eppure nel contempo l'ha estromesso da essa.
Il suo male non è altro che un'insostenibile verità, una spina nella coscienza di ogni abitante della Terra: l'uomo dev'essere l'essere peggiore dell'universo se non può nemmeno sopportare i propri simili.
Non incolpa nessuno per quello che gli è successo, se non se stesso. Tutta la sua vita è stata mossa dall'orgoglio, dall'ambizione, dalla sete di gloria, dalla brama di fama ed immortalità («vedevo le stelle e volevo farle mie»).
Ha accettato la missione su Beta Hydri IV perché era una proposta impossibile da rifiutare, essere il primo uomo ad entrare in contatto con un'altra specie intelligente era un'irresistibile garanzia di immortalità. Anche se Boardman non ha avuto nessun bisogno di ingannarlo per convincerlo ad accettare, Muller non gli perdona di aver fatto leva proprio sulla sua debolezza.
È sceso fra gli hydrani sentendosi un Dio ed è stato mutilato, martirizzato: ha voluto superare il limite, ha peccato di hýbris ed è stato punito come meritava, gli è stata impartita una severa lezione che ha distrutto ogni sua illusione di divinità; ha aspirato ad una condizione sovrumana ed è stato calpestato, fatto a pezzi, costretto a rifugiarsi in un mondo morto, per rimettere insieme i frammenti del suo essere.
Una volta conquistata la fiducia di Muller, Ned non deve far altro che promettergli che sulla Terra ora esiste la cura per la sua condizione, seguendo suo malgrado il piano di Boardman, che gli ha chiesto di commettere un'azione ignobile per un motivo nobile. Muller inizialmente obietta di credere nel destino, nel contrappasso della trasgressione, nel rovesciamento di chi si è reso colpevole di troppo orgoglio. Quando il giovane obietta che non vivono in una tragedia greca, ma nel mondo reale, contesta la sua visione delle cose cinica e adolescenziale, accusandolo di essere addirittura compiaciuto della propria miseria, e lo invita a dimenticare e perdonare il passato, 
Muller si rende conto di non poter ingannare se stesso: per quanto provi disprezzo per il genere umano, non desidera prolungare il proprio isolamento, ma la prospettiva di uscirne lo spaventa.
Dopo aver ingannato Muller in questo modo, la convinzione di Ned si incrina, non riesce a portare avanti oltre la finzione. Boardman si aspettava il momento di ribellione del giovane ed è costretto a rivelargli il proprio piano: una volta portato l'uomo fuori dal labirinto, non sarà necessaria la sua collaborazione spontanea, non gli sarà permesso scegliere, sarà solo uno strumento.
Scoperto che a Muller non verrà lasciata alcuna libertà di scelta, Ned decide di confessargli tutta la verità, proprio quando quello si era ormai convinto a tornare sulla Terra. 
Una specie aliena extragalattica, straordinariamente evoluta, che usa le frequenze radio e vede l'intero spettro, dopo essersi espansa nella propria galassia ora ha raggiunto anche quella della Terra. Questi giganteschi, inimmaginabili radio-esseri, originari di un pianeta gassoso, non sono in grado di svolgere nemmeno le più semplici attività manuali, per questo schiavizzano forme di vita inferiori, sfruttandone la manualità e le capacità di movimento. Si sono già impossessati di sei pianeti periferici, schiavizzandone i coloni umani. Qualsiasi tentativo di comunicazione con gli alieni è fallito e Boardman è convinto che non si siano nemmeno resi conto di avere a che fare con esseri senzienti. Per tentare di fare appello ad un qualche universale codice morale, è necessario che i radio-esseri comprendano che gli umani sono esseri intelligenti, da non ridurre a meri strumenti, e l'unico modo è farli entrare in contatto con il solo uomo capace di trasmettere la propria anima, Muller.
Boardman è costretto ad agire in prima persona, per scongiurare il rischio che Muller decida di suicidarsi. Muller è bloccato e disarmato, ma Ned gli consegna un'arma, restituendogli la possibilità di scelta. Boardman arriva a dichiararsi disposto ad offrire la propria vita in cambio della sua collaborazione, ma l'altro sostiene che preferirebbe uccidersi piuttosto che uccidere, perché con il suicidio ripagherebbe l'umanità del male che gli ha fatto. Ma, alla fine, decide di arrendersi. Secondo la successiva spiegazione di Boardman al perplesso Ned, è stato proprio il gesto ingenuamente romantico del giovane a risolvere la situazione: mentre da un lato il vecchio diplomatico incarna agli occhi di Muller il lato peggiore della società umana, Ned gli ha dimostrato, anteponendo i propri principi a tutto il resto, che c'è ancora speranza per gli uomini.
Muller, dopo essersi preparato in segreto sulla Luna, scegliendo di non tornare sulla Terra, raggiunge uno dei sei pianeti colonizzati dai terrestri ora controllati dagli esseri extragalattici ed entra in contatto con quello che sovrintende, dall'orbita, le attività degli schiavi umani. L'essere alieno, enorme, dalla forma indistinta, esercita una forza irresistibile su Muller: l'umano, che si sente come se la sua anima fosse risucchiata, offre con piacere se stesso all'essere che si abbevera al suo spirito, riversa fuori con sollievo tutto ciò che ha dentro, fino ad esserne prosciugato.
Quando Muller viene lasciato andare, ha la sensazione che l'alieno abbia completamente assorbito, in modo accidentale, non intenzionale, la sua emanazione negativa, cosa che gli viene confermata dal successivo incontro con Rawlins. Il giovane inizialmente non riesce a capire perché l'uomo, pur essendo guarito, scelga di rifugiarsi nuovamente nel Labirinto di Lemnos, invece di tornare sulla Terra. In seguito, dubita però che, come sostiene il più realistico Boardman, prima o poi lo farà, quando si sentirà pronto per tornare alla vita, perché si è convinto che ormai Muller sia andato oltre, che forse non sia più esattamente umano, ma in pace con sé stesso.
Per quanto lo riguarda, Rawlins guarda con aspettativa ad un futuro pieno di grandi prove: ancora non si conosce la reazione dei radio-esseri all'incontro con Muller.
È consapevole di essere animato dalla stessa attrazione per le stelle del Muller ventenne, ma anche dell'eventualità di poter trovare davanti a sé un proprio labirinto.

## Riferimenti al mito greco e alla tragedia di Sofocle
Nel mito, Filottete riceve la ferita dalla puzza insopportabile come punizione per un giuramento violato. Nel romanzo, Muller è convinto che la sua condizione sia la conseguenza della sua sfrenata ambizione e della sua presunzione di elevarsi a Dio attraverso l'esplorazione dell'universo. La puzza fisica del mito diventa nel romanzo un'emanazione spirituale, ma altrettanto insopportabile.
Silverberg attribuisce al pianeta disabitato su cui Muller sceglie di autoesiliarsi lo stesso nome dell'isola greca sulla quale Filottete viene abbandonato, Lemnos.
Il romanzo ripropone attraverso i personaggi di Charles Boardman e Ned Rawlings esattamente i ruoli di Odisseo e Neottolemo: così come Odisseo ha causato l'abbandono di Filottete e ora cerca di arrivare a lui con l'inganno, Boardman è stato l'indiretta causa del male di Muller, gli ha suggerito il luogo dove potersi isolare dal resto dell'umanità e ora che ha bisogno del suo aiuto è pronto a tutto per averlo; così come Neottolemo, Ned è il giovane innocente che deve conquistare la fiducia e l'amicizia dell'esiliato, ma poi si ribella agli inganni di cui è stato complice suo malgrado.
La tragedia di Sofocle si conclude con un opportuno deus ex machina, allo stesso modo Silverberg risolve la trama del proprio romanzo senza una chiara giustificazione della scelta di Muller.
In un certo senso i personaggi stessi sono consapevoli che la loro vicenda affonda le radici nell'antichità. Boardman, che non ha mai aspirato a comandare, solo a consigliare, si paragona esplicitamente a Odisseo/Ulisse e pensa in futuro di modificare il proprio aspetto per assomigliare più al vecchio saggio Nestore. Muller, per spiegare la propria condizione, utilizza il concetto proprio della tragedia greca di hýbris, e si paragona a Edipo e Prometeo.

## Edizioni
- Robert Silverberg, The Man in the Maze, 1968.
- Robert Silverberg, La città-labirinto, traduzione di Maria Benedetta De Castiglione, collana Urania n° 498, Arnoldo Mondadori Editore, 1968,  p. 168.
- Robert Silverberg, L'uomo nel labirinto, traduzione di Gian Carlo Tarozzi, collana Saga n° 5, MEB, 1976.
- Robert Silverberg, Quellen, guarda il passato! - La città-labirinto - L'uomo stocastico, collana I massimi della fantascienza n° 20, Arnoldo Mondadori Editore, 1989,  p. 388, ISBN 88-04-32459-7. Raccolta di tre romanzi

- Robert Silverberg, L'uomo nel labirinto, traduzione di Riccardo Valla, introduzione di Neil Gaiman, Fazi Editore, 2008,  p. 282, ISBN 978-88-8112-874-7.